# Octomeria ventii
Octomeria ventii là một loài thực vật có hoa trong họ Lan. Loài này được H.Dietr. mô tả khoa học đầu tiên năm 2007.